# Leo Soekoto
Leo Soekoto S.J. (Jali, Sleman, 23 de outubro de 1920 — Jacarta, 30 de dezembro de 1995) foi um prelado da Igreja Católica indonésio, era arcebispo de Jacarta.

## Biografia
Depois de terminar os estudos secundários, ingressou no Seminário Médio de Road Code (agora Jalan Abubakar Ali) em Yogyakarta por seis anos. Depois de se formar, ele ingressou na Companhia de Jesus. Ele começou a estudar filosofia lá, durante a Segunda Guerra Mundial, e ingressou na Sociedade  em Girisonta em 7 de setembro de 1945. Em 1950, ele foi aceito como estudante de teologia em Maastricht, na Holanda. Ele estudou por quatro anos e foi ordenado padre lá, em 22 de agosto de 1953, seguido por seu último ano de estudos de teologia e futuro noviciado do terceiro ano.
Foi eleito arcebispo de Jacarta em 21 de maio de 1970, sendo consagrado em 15 de agosto de 1970, na Catedral de Jacarta, pelo cardeal Justinus Darmojuwono, arcebispo de Semarang, assistido por Adrianus Djajasepoetra, S.J., arcebispo-emérito de Jacarta, e por Paul Sani Kleden, S.V.D., bispo de Denpasar.
Em 30 de dezembro de 1995, ele morreu aos 75 anos de idade, depois de liderar a arquidiocese por 25 anos.